# Rougail saucisses
Le rougail saucisses est un plat traditionnel de l’île de La Réunion. Originaire de l'île de La Réunion, ce plat interroge sur sa provenance cependant. Le rougail réunionnais ou rougail mauricien est un plat originaire des Mascareignes, son nom étant d'origine indienne et proviendrait de la langue tamoule (de ஊறுகாய் (ūṟukāy), c'est-à-dire « pickles », apparenté au télougou ఊరగాయ (ūragāya)), une des langues ancestrales. Le terme désigne une préparation pour accompagner certains plats de La Réunion

## Description

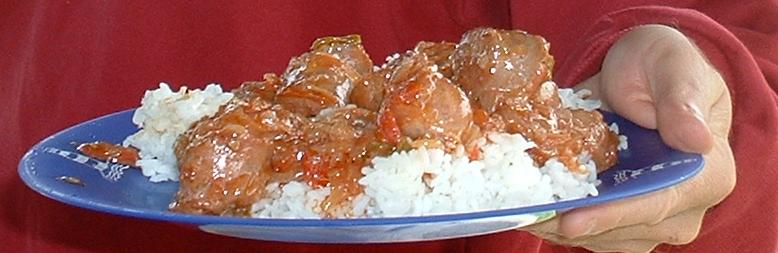
Assiette de rougail saucisse.

Le terme « rougail » ou encore « rougay » a été apporté dans l'histoire du peuplement par l'Inde (du mot tamoul ஊறுகாய் ūṟukāy).
Ce type de préparation n'est pas toujours pimenté, cela varie selon les personnes.
Sur l'île de La Réunion, le rougail saucisse est très souvent cuisiné et apprécié. Il est très simple à réaliser.
Ce type de plat se prépare à la marmite. Il peut être épicé.

## Composition

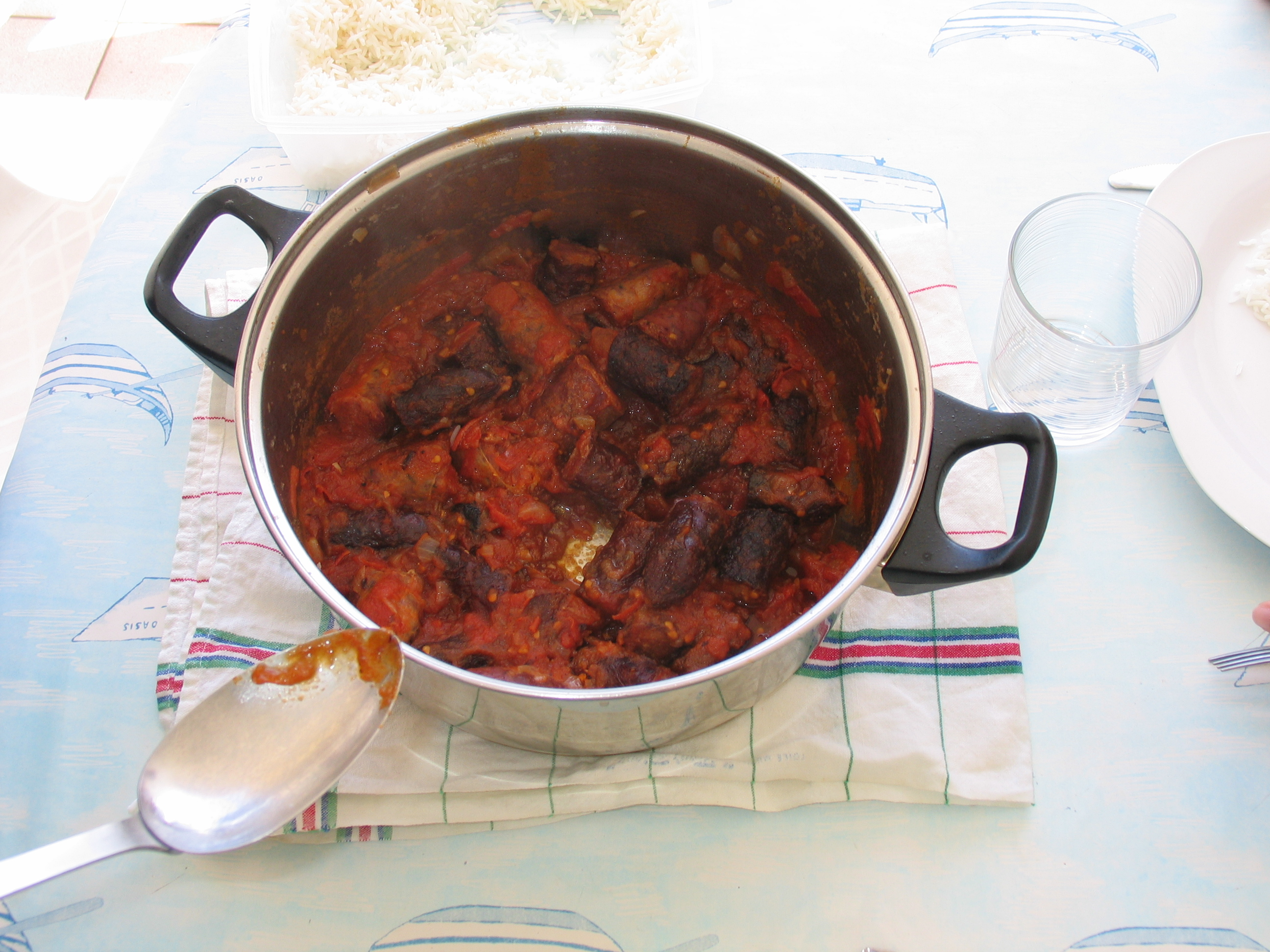
Rougaille saucisse dans une casserole.

Le rougail saucisse est un plat traditionnel réunionnais, à base de saucisses de porc ou de poulet préparées à la créole, souvent fumées, mais parfois fraîches. Celles-ci sont ensuite coupées en morceaux, auxquels on ajoute des tomates coupées en petits dés, des oignons émincés, et souvent des piments pour les personnes qui en mangent.
À La Réunion, le rougail saucisse est traditionnellement accompagné par un zembrocal (mélange de riz avec des haricots rouges ou des pommes de terre selon les recettes), ainsi que du piment (rougail tomate ou autre). Il peut cependant être servi avec du riz et des grains (lentilles de Cilaos, haricots).
À l'île Maurice, on trouve également ce plat mais sous une orthographe différente et au féminin : la « rougaille saucisse ». La particularité de la rougaille mauricienne est qu'elle peut aussi bien être préparée avec des saucisses créoles à base de porc qu'avec des saucisses au poulet, cette dernière version étant celle que l'on retrouve principalement chez les Indos-Mauriciens.